# Gogoșu (gmina w okręgu Dolj)
Gogoșu – gmina w Rumunii, w okręgu Dolj. Obejmuje miejscowości Gogoșița, Gogoșu i Ștefănel. W 2011 roku liczyła 723 mieszkańców.